# Xã Jackson, Quận Effingham, Illinois
Xã Jackson (tiếng Anh: Jackson Township) là một xã thuộc quận Effingham, tiểu bang Illinois, Hoa Kỳ. Năm 2010, dân số của xã này là 1.215 người.